# Shawnee Township (comté de Bates, Missouri)
Pour les articles homonymes, voir Shawnee Township.
Shawnee Township est un township du comté de Bates dans le Missouri, aux États-Unis,. En 2000, le township comptait une population de 277 habitants. Il est baptisé en référence au peuple nord-amérindien des Shawnees.

## Source de la traduction
- (en) Cet article est partiellement ou en totalité issu de l’article de Wikipédia en anglais intitulé « Shawnee Township, Bates County, Missouri » (voir la liste des auteurs).